# Gilbert Mitterrand
Pour les autres membres de la famille, voir Famille Mitterrand.
Gilbert Mitterrand, né le 4 février 1949 à Boulogne-Billancourt (Seine), est un homme politique français.
Fils cadet du président de la République François Mitterrand et de son épouse, Danielle Gouze, il est membre du Parti socialiste. Implanté politiquement en Gironde, il est député entre 1981 et 1993 puis entre 1997 et 2002, et maire de Libourne de 1989 à 2011.
Il est président de la Fondation France Libertés - Fondation Danielle-Mitterrand depuis 2011.

## Biographie
Gilbert Mitterrand fait des études de droit et  et devient membre du Bureau nationale de l'UNEF en 1971, puis il enseigne à l'IUT de Saint-Denis.
Fils cadet de François Mitterrand et de Danielle Gouze, il est marié et père de trois enfants (Pascale, Justine et Guillaume),. Il est administrateur de l'institut François-Mitterrand.
Il préside la fondation Danielle-Mitterrand - France Libertés depuis le décès de sa présidente, sa mère Danielle, en 2011.
Il est proche de Laurent Fabius qu'il soutient à la primaire de 2006 et se définit, au sein du PS, comme un éternel « fabiuso-emmanuelliste ».

## Carrière politique
En 1965, il adhère au parti créé par son père, la Convention des institutions républicaines (CIR).
Il est suppléant d'André Soulier, candidat battu aux élections législatives sur Lyon.
Il s'implante en Gironde où il est candidat à Libourne lors des municipales de 1977 mais il n'est pas élu. Il est suppléant de Pierre Lart, maire de Sainte-Foy-la-Grande, aux élections législatives de 1978, que ce dernier perd sur la 10e circonscription de la Gironde. En revanche aux élections législatives suivantes de 1981, Gilbert Mitterrand est élu sur la 9e circonscription de la Gironde. En 1982, un attentat à la bombe vise sa permanence. Il est de nouveau député en 1997, cette fois ci sur la 10e circonscription de la Gironde.
Aux élections municipales de 1983, il est élu au Conseil municipal de Libourne, dont il deviendra maire en 1989.
Il est membre du bureau fédéral de la fédération du PS de la Gironde.
En mars 1987, Gilbert Mitterrand devient Premier secrétaire de la Fédération socialiste de Gironde, en vue de gagner les cantonales de 1988 et la Communauté urbaine de Bordeaux (CUB) en 1989 . Malgré des succès socialistes remarqués aux municipales de 1989, la CUB reste présidée par le RPR, Jacques Chaban-Delmas. Gilbert Mitterrand reste à la tête des socialistes girondins jusqu'en avril 1990, date à laquelle lui succède Serge Lamaison, maire de Saint-Médard-en-Jalles.

## Détail des fonctions et des mandats

### Mandats locaux
- 1981 - 1989 : Conseiller régional d'Aquitaine
- 1983 - 1989 : Conseiller municipal de Libourne
- 1989 - 2011 : Maire de Libourne
- 2011 - 2014 : Adjoint au maire de Libourne, Philippe Buisson, chargé des politiques territoriales, de l'attractivité économique et de la reconversion du site de l'ESOG
- 2002 - 2010 : Président de la communauté de communes du Libournais
- 2011 - 2011 : Président de la communauté de communes du Nord Libournais
- 2012 - 2014 : Président de la communauté d'agglomération du Libournais
- 2004 - 2011 : Conseiller général du canton de Libourne
- 2004 - 2011 : 11e vice-président du conseil général de la Gironde chargé des affaires européennes et des contrats de Plan

### Mandats parlementaires
- 21 juin 1981 - 1er avril 1986 : Député de la 9e circonscription de la Gironde[12]
- 16 mars 1986 - 14 mai 1988 : Député de la Gironde[13]
- 12 juin 1988 - 1er avril 1993 : Député de la 10e circonscription de la Gironde[14]
- 1er juin 1997 - 18 juin 2002 : Député de la 10e circonscription de la Gironde[15]
- 23 juin 1997 - 3 septembre 2002 : Membre de l'Assemblée parlementaire du Conseil de l'Europe

## Décorations
- Chevalier de la Légion d'honneur[16],[17],[18]